# 大宮村 (栃木県下都賀郡)
大宮村（おおみやむら）は栃木県の中南部、下都賀郡に属していた村である。

## 地理
- 河川 - 豊穂川

## 歴史
- 1889年（明治22年）4月1日 町村制施行により、大宮村、今泉村、仲仕上村、樋ノ口村、高谷村、宮田村、藤田村、窪田村、平柳村の一部が合併し下都賀郡大宮村が成立する。
- 1954年（昭和29年）9月30日 皆川村、吹上村、寺尾村とともに栃木市へ編入する。

## 交通

### 鉄道
- 東武鉄道
  - 宇都宮線：野州平川駅